# Confracourt
Confracourt ist eine Gemeinde im französischen Département Haute-Saône in der Region Bourgogne-Franche-Comté.

## Geographie
Confracourt liegt auf einer Höhe von 220 m über dem Meeresspiegel, fünf Kilometer südlich von Combeaufontaine und etwa 22 Kilometer westlich der Stadt Vesoul (Luftlinie). Das Dorf erstreckt sich im Westen des Départements, in der leicht gewellten Landschaft nordwestlich des Saônetals, in der Talniederung des Ravin am Westrand des Bois de Confracourt.
Die Fläche des 19,69 km² großen Gemeindegebiets umfasst einen Abschnitt im Bereich des Plateaus nördlich des Saônetals. Von Norden nach Süden wird das Gebiet von der Alluvialniederung des Ravin durchquert, der für die Entwässerung zur Saône sorgt. Die Talaue liegt durchschnittlich auf 220 m und weist eine Breite von maximal 500 m auf. Flankiert wird das Tal auf beiden Seiten von einem Plateau, das eine durchschnittliche Höhe von 250 m erreicht. Diese Hochfläche besteht aus einer Wechsellagerung von kalkigen und sandig-mergeligen Sedimenten der oberen Jurazeit. Das Plateau wird durch verschiedene Mulden untergliedert, die sich zum Tal des Ravin öffnen. In der Talniederung und auf dem Plateau herrscht landwirtschaftliche Nutzung vor. 
Größere Waldflächen gibt es vor allem im Bereich der Gemeindegrenzen. Im Südwesten reicht das Areal in den Bois de Vauconcourt, im Westen in den Bois de la Bellarde und im Norden in den Bois du Louvenois (bis 270 m). Östlich des Ravintals dehnt sich das große Waldgebiet des Bois de Confracourt aus (im Bois de la Régie 322 m), in dem sich das Tal des Ruisseau de Charbonniers befindet. Ganz im Osten hat Confracourt Anteil an den Hügeln des Bois du Prince de Bauffremont. Hier wird mit 337 m die höchste Erhebung von Confracourt erreicht.
Nachbargemeinden von Confracourt sind Combeaufontaine und La Neuvelle-lès-Scey im Norden, Scey-sur-Saône-et-Saint-Albin und Rupt-sur-Saône im Osten, Vy-lès-Rupt im Süden sowie Vauconcourt-Nervezain und Cornot im Westen.

## Geschichte
Im Mittelalter gehörte Confracourt zur Freigrafschaft Burgund und darin zum Gebiet des Bailliage d’Amont. Die lokale Herrschaft hatten die Herren von Scey inne, während die kirchliche Hoheit seit 1198 vom Kloster Cherlieu ausgeübt wurde. Auch das Kloster La Charité besaß zahlreiche Güter auf dem Gebiet von Confracourt. Zusammen mit der Franche-Comté gelangte das Dorf mit dem Frieden von Nimwegen 1678 definitiv an Frankreich. Heute ist Confracourt Mitglied des 10 Ortschaften umfassenden Gemeindeverbandes Communauté de communes des Belles Fontaines.

## Sehenswürdigkeiten
Die Kirche Saint-Georges wurde im 19. Jahrhundert im Stil der Neugotik neu erbaut und beherbergt eine reich skulptierte Kanzel aus dem 17. Jahrhundert. Die Friedhofskapelle stammt ebenfalls aus dem 19. Jahrhundert. Zwei Calvaires sind auf das 17. Jahrhundert datiert. Nahe der Kirche steht ein Herrschaftshaus aus dem 15. Jahrhundert. Im Ortskern befinden sich zahlreiche Häuser aus dem 19. Jahrhundert, die den charakteristischen Stil der Haute-Saône zeigen. Sehenswert ist auch der 1834 errichtete, überdachte Rundbrunnen in einem der Antike nachempfundenen Stil auf dem Dorfplatz. Er diente als Prototyp für zahlreiche weitere Brunnen der Region.

## Bevölkerung
| Jahr                       | 1962 | 1968 | 1975 | 1982 | 1990 | 1999 | 2006 |
| Einwohner                  | 238  | 207  | 154  | 163  | 147  | 180  | 206  |
| Quellen: Cassini und INSEE |      |      |      |      |      |      |      |

Mit 212 Einwohnern (1. Januar 2022) gehört Confracourt zu den kleinen Gemeinden des Département Haute-Saône. Nachdem die Einwohnerzahl in der ersten Hälfte des 20. Jahrhunderts deutlich abgenommen hatte (1881 wurden noch 607 Personen gezählt), wurde seit Beginn der 1990er Jahre wieder ein leichtes Bevölkerungswachstum verzeichnet.

## Wirtschaft und Infrastruktur
Confracourt war bis weit ins 20. Jahrhundert hinein ein vorwiegend durch die Landwirtschaft (Ackerbau, Obstbau und Viehzucht) und die Forstwirtschaft geprägtes Dorf. Die Wasserkraft des Ravin wurde früher für den Betrieb von Mühlen genutzt. Heute gibt es einige Betriebe des lokalen Kleingewerbes, vor allem in den Branchen Holzverarbeitung und Feinmechanik. In den letzten Jahrzehnten hat sich das Dorf zu einer Wohngemeinde gewandelt. Viele Erwerbstätige sind deshalb Wegpendler, die in den größeren Ortschaften der Umgebung ihrer Arbeit nachgehen.
Der Ort liegt abseits der größeren Durchgangsachsen an einer Departementsstraße, die von Combeaufontaine nach Vy-lès-Rupt führt. Weitere Straßenverbindungen bestehen mit Vauconcourt und Cornot.